# Pardaliscoides fictotelson
Pardaliscoides fictotelson är en kräftdjursart som beskrevs av J. L. Barnard 1966. Pardaliscoides fictotelson ingår i släktet Pardaliscoides och familjen Pardaliscidae. Inga underarter finns listade i Catalogue of Life.